# BluVolley Verona 2017-2018
Questa voce raccoglie le informazioni riguardanti il BluVolley Verona nelle competizioni ufficiali della stagione 2017-2018.

## Stagione
Nella stagione 2017-18 il BluVolley Verona assume la denominazione sponsorizzata di Calzedonia Verona.
Partecipa per la quattordicesima volta alla Superlega; chiude la regular season di campionato al quinto posto in classifica, qualificandosi per i play-off scudetto: viene eliminata ai quarti di finale dalla Trentino. Accede quindi ai play-off 5º posto, uscendo alla semifinali dopo aver perso contro il Padova.
In Coppa Italia è eliminata ai quarti di finale dal Modena.
Grazie ai risultati ottenuti nell'annata precedente gioca la Coppa CEV, arrivando fino in semifinale: è estromessa dalla competizione dallo Ziraat Bankası.

## Organigramma societario
Area direttiva
- Presidente: Stefano Magrini
- Vicepresidente: Luca Bazzoni, Giovanni Bertoni, Natalino Bettin, Andrea Corsini, Gianmaria Villa
- Consulente legale: Stefano Fanini
- Amministrazione: Massimo Ziggiotto
- Direttore generale: Martino Ferrari
- Direttore tecnico: Angelo Frigoni
- Direttore sportivo: Gian Andrea Marchesi
- Responsabile commerciale e sponsorizzazioni: Roberto Brughera
- Logistica prima squadra: Claudio Tamanini

Area tecnica
- Allenatore: Nikola Grbić
- Allenatore in seconda: Giancarlo D'Amico
- Scout man: Fabio Dalla Fina
- Responsabile settore giovanile: Paolo Fasoli
- Responsabile tecnico settore giovanile: Marco Argenta
- Coordinatore settore giovanile: Nicola Agricola

Area comunicazione
- Relazioni esterne: Matteo Oxilia

Area marketing
- Responsabile attività promozionali: Andrea Totolo

Area sanitaria
- Medico: Roberto Filippini
- Preparatore atletico: Flavio Di Giorgio
- Preparatore atletico settore giovanile: Giorgio Bissoli
- Fisioterapista: Leo Arici, Michele De Biasi

## Rosa
| N° | Nome                  | Ruolo | Data di nascita  | Nazionalità sportiva |
| -- | --------------------- | ----- | ---------------- | -------------------- |
| 1  | Stefano Mengozzi      | C     | 6 maggio 1985    | Italia               |
| 2  | Alen Pajenk           | C     | 23 aprile 1986   | Slovenia             |
| 3  | Adriano Paolucci      | P     | 11 febbraio 1979 | Italia               |
| 5  | Tonček Štern          | O     | 14 novembre 1995 | Slovenia             |
| 6  | Federico Marretta     | S     | 9 agosto 1990    | Italia               |
| 7  | Emanuele Birarelli    | C     | 8 febbraio 1981  | Italia               |
| 8  | Stephen Maar          | S     | 6 dicembre 1994  | Canada               |
| 10 | Thomas Frigo          | L     | 9 maggio 1997    | Italia               |
| 11 | Aleks Grozdanov       | C     | 28 marzo 1998    | Bulgaria             |
| 12 | Mitar Đurić           | O     | 25 aprile 1989   | Grecia               |
| 13 | Luca Spirito          | P     | 30 ottobre 1993  | Italia               |
| 14 | Mohammad Manavinezhad | S     | 27 novembre 1995 | Iran                 |
| 17 | Thomas Jaeschke       | S     | 4 settembre 1993 | Stati Uniti          |
| 18 | Nicola Pesaresi       | L     | 11 febbraio 1991 | Italia               |

## Mercato
| Acquisti | Acquisti              | Acquisti           | Acquisti   |
| R.       | Nome                  | da                 | Modalità   |
| -------- | --------------------- | ------------------ | ---------- |
| C        | Emanuele Birarelli    | Sir Safety Perugia | definitivo |
| S        | Thomas Jaeschke       | Asseco Resovia     | definitivo |
| S        | Stephen Maar          | Padova             | definitivo |
| S        | Mohammad Manavinezhad | Paykan             | definitivo |
| S        | Federico Marretta     | Powervolley Milano | definitivo |
| C        | Aleks Grozdanov       | Dobrudža           | definitivo |
| C        | Alen Pajenk           | Fenerbahçe         | definitivo |
| L        | Nicola Pesaresi       | Lube               | definitivo |
| P        | Luca Spirito          | Porto Robur Costa  | definitivo |

| Cessioni | Cessioni           | Cessioni           | Cessioni   |
| R.       | Nome               | a                  | Modalità   |
| -------- | ------------------ | ------------------ | ---------- |
| C        | Simone Anzani      | Sir Safety Perugia | definitivo |
| P        | Michele Baranowicz | Piacenza           | definitivo |
| S        | Alexandre Ferreira | KB Stars           | definitivo |
| L        | Andrea Giovi       | Emma Villas        | definitivo |
| S        | Uroš Kovačević     | Trentino           | definitivo |
| S        | François Lecat     | Callipo            | definitivo |
| S        | Luigi Randazzo     | Padova             | definitivo |
| C        | Aidan Zingel       | Trentino           | definitivo |

## Risultati

### Superlega

#### Girone di andata
| 1ª giornata - 15 ottobre 2017 PalaBianchini, Latina                      | Top Volley Latina  | 2 - 3 | BluVolley Verona   | 22-25, 22-25, 25-22, 25-19, 17-19 |
| 2ª giornata - 22 ottobre 2017 PalaOlimpia, Verona                        | BluVolley Verona   | 0 - 3 | Sir Safety Perugia | 16-25, 21-25, 19-25               |
| 3ª giornata - 13 dicembre 2017 PalaFlorio, Bari                          | New Mater          | 0 - 3 | BluVolley Verona   | 23-25, 20-25, 17-25               |
| 4ª giornata - 29 ottobre 2017 PalaSanLazzaro, Padova                     | Padova             | 2 - 3 | BluVolley Verona   | 20-25, 25-22, 21-25, 29-27, 12-15 |
| 5ª giornata - 1º novembre 2017 PalaOlimpia, Verona                       | BluVolley Verona   | 1 - 3 | Modena             | 25-23, 18-25, 21-25, 20-25        |
| 6ª giornata - 5 novembre 2017 PalaTrento, Trento                         | Trentino           | 1 - 3 | BluVolley Verona   | 21-25, 21-25, 25-17, 22-25        |
| 7ª giornata - 12 novembre 2017 PalaOlimpia, Verona                       | BluVolley Verona   | 3 - 2 | Porto Robur Costa  | 25-23, 30-28, 22-25, 22-25, 20-18 |
| 8ª giornata - 19 novembre 2017 Palasport "Città di Frosinone", Frosinone | Argos              | 0 - 3 | BluVolley Verona   | 20-25, 27-29, 23-25               |
| 9ª giornata - 26 novembre 2017 PalaOlimpia, Verona                       | BluVolley Verona   | 3 - 1 | Milano             | 25-23, 25-17, 19-25, 25-21        |
| 10ª giornata - 3 dicembre 2017 PalaOlimpia, Verona                       | BluVolley Verona   | 0 - 3 | Lube               | 12-25, 20-25, 18-25               |
| 11ª giornata - 10 dicembre 2017 PalaPiantanida, Busto Arsizio            | Powervolley Milano | 0 - 3 | BluVolley Verona   | 15-25, 22-25, 17-25               |
| 12ª giornata - 16 dicembre 2017 PalaOlimpia, Verona                      | BluVolley Verona   | 3 - 0 | Callipo            | 25-19, 25-21, 25-22               |
| 13ª giornata - 26 dicembre 2017 PalaBanca, Piacenza                      | Piacenza           | 2 - 3 | BluVolley Verona   | 25-22, 16-25, 21-25, 27-25, 8-15  |

#### Girone di ritorno
| 1ª giornata - 25 gennaio 2018 PalaOlimpia, Verona                 | BluVolley Verona   | 3 - 1 | Top Volley Latina  | 25-18, 25-19, 21-25, 25-22        |
| 2ª giornata - 4 gennaio 2018 PalaEvangelisti, Perugia             | Sir Safety Perugia | 3 - 1 | BluVolley Verona   | 25-19, 26-28, 25-18, 25-22        |
| 3ª giornata - 7 gennaio 2018 PalaOlimpia, Verona                  | BluVolley Verona   | 3 - 0 | New Mater          | 26-24, 25-20, 25-22               |
| 4ª giornata - 11 gennaio 2018 PalaOlimpia, Verona                 | BluVolley Verona   | 3 - 0 | Padova             | 25-20, 25-16, 25-21               |
| 5ª giornata - 14 gennaio 2018 PalaPanini, Modena                  | Modena             | 3 - 0 | BluVolley Verona   | 25-21, 25-20, 25-15               |
| 6ª giornata - 21 gennaio 2018 PalaOlimpia, Verona                 | BluVolley Verona   | 1 - 3 | Trentino           | 20-25, 23-25, 25-19, 20-25        |
| 7ª giornata - 4 febbraio 2018 PalaDeAndré, Ravenna                | Porto Robur Costa  | 3 - 2 | BluVolley Verona   | 29-27, 13-25, 29-27, 22-25, 15-9  |
| 8ª giornata - 7 febbraio 2018 PalaOlimpia, Verona                 | BluVolley Verona   | 3 - 1 | Argos              | 23-25, 25-20, 27-25, 31-29        |
| 9ª giornata - 11 febbraio 2018 Palazzetto dello Sport, Monza      | Milano             | 1 - 3 | BluVolley Verona   | 21-25, 25-16, 20-25, 23-25        |
| 10ª giornata - 18 febbraio 2018 PalaCivitanova, Civitanova Marche | Lube               | 3 - 0 | BluVolley Verona   | 27-25, 25-19, 25-19               |
| 11ª giornata - 21 febbraio 2018 PalaOlimpia, Verona               | BluVolley Verona   | 3 - 1 | Powervolley Milano | 25-17, 20-25, 25-21, 25-20        |
| 12ª giornata - 24 febbraio 2018 PalaValentia, Vibo Valentia       | Callipo            | 1 - 3 | BluVolley Verona   | 15-25, 25-22, 21-25, 19-25        |
| 13ª giornata - 4 marzo 2018 PalaOlimpia, Verona                   | BluVolley Verona   | 3 - 2 | Piacenza           | 22-25, 16-25, 31-29, 25-23, 15-13 |

#### Play-off scudetto
| Quarti di finale (gara 1) - 11 marzo 2018 PalaTrento, Trento  | Trentino         | 3 - 2 | BluVolley Verona | 25-23, 25-17, 19-25, 24-26, 15-13 |
| Quarti di finale (gara 2) - 17 marzo 2018 PalaOlimpia, Verona | BluVolley Verona | 3 - 2 | Trentino         | 25-23, 21-25, 23-25, 26-24, 15-13 |
| Quarti di finale (gara 3) - 24 marzo 2018 PalaTrento, Trento  | Trentino         | 3 - 0 | BluVolley Verona | 25-20, 25-22, 25-15               |

#### Play-off 5º posto
| Quarti di finale (andata) - 31 marzo 2018 PalaValentia, Vibo Valentia | Callipo          | 1 - 3 | BluVolley Verona | 25-23, 18-25, 18-25, 19-25                          |
| Quarti di finale (ritorno) - 7 aprile 2018 PalaOlimpia, Verona        | BluVolley Verona | 3 - 1 | Callipo          | 26-28, 25-22, 25-18, 25-18                          |
| Semifinali (andata) - 14 aprile 2018 PalaSanLazzaro, Padova           | Padova           | 3 - 2 | BluVolley Verona | 21-25, 25-23, 25-23, 23-25, 20-18                   |
| Semifinali (ritorno) - 21 aprile 2018 PalaOlimpia, Verona             | BluVolley Verona | 3 - 2 | Padova           | 21-25, 25-23, 25-23, 23-25, 20-18 Golden set: 15-17 |

### Coppa Italia
| Ottavi di finale - 11 ottobre 2017 PalaOlimpia, Verona | BluVolley Verona | 3 - 1 | Powervolley Milano | 24-26, 25-22, 25-21, 25-20 |
| Quarti di finale - 19 ottobre 2017 PalaPanini, Modena  | Modena           | 3 - 0 | BluVolley Verona   | 25-20, 25-9, 25-23         |

### Coppa CEV
| Sedicesimi di finale (andata) - 6 dicembre 2017 Hala sportova u Kraljevu, Kraljevo      | Ribnica          | 0 - 3 | BluVolley Verona | 17-25, 15-25, 19-25               |
| Sedicesimi di finale (ritorno) - 20 dicembre 2017 PalaOlimpia, Verona                   | BluVolley Verona | 3 - 1 | Ribnica          | 25-16, 25-21, 23-25, 25-12        |
| Ottavi di finale (andata) - 17 gennaio 2018 Sportovní hala Dukla Liberec, Liberec       | Dukla Liberec    | 1 - 3 | BluVolley Verona | 25-23, 21-25, 12-25, 19-25        |
| Ottavi di finale (ritorno) - 31 gennaio 2018 PalaOlimpia, Verona                        | BluVolley Verona | 3 - 0 | Dukla Liberec    | 25-19, 25-16, 28-26               |
| Quarti di finale (andata) - 14 febbraio 2018 PalaOlimpia, Verona                        | BluVolley Verona | 3 - 1 | Montpellier      | 26-24, 27-25, 22-25, 25-22        |
| Quarti di finale (ritorno) - 27 febbraio 2018 Palais J. Chaban-Delmas, Castelnau-le-Lez | Montpellier      | 1 - 3 | BluVolley Verona | 25-18, 17-25, 18-25, 24-26        |
| Semifinali (andata) - 13 marzo 2018 PalaOlimpia, Verona                                 | BluVolley Verona | 1 - 3 | Ziraat Bankası   | 25-18, 22-25, 21-25, 20-25        |
| Semifinali (ritorno) - 20 marzo 2018 Başkent Voleybol Salonu, Ankara                    | Ziraat Bankası   | 2 - 3 | BluVolley Verona | 20-25, 20-25, 25-20, 26-24, 11-15 |

## Statistiche

### Statistiche di squadra
| Competizione | Punti | In casa | In casa | In casa | In trasferta | In trasferta | In trasferta | Totale | Totale | Totale |
| Competizione | Punti | G       | V       | P       | G            | V            | P            | G      | V      | P      |
| ------------ | ----- | ------- | ------- | ------- | ------------ | ------------ | ------------ | ------ | ------ | ------ |
| Superlega    | 50    | 16      | 12      | 4       | 17           | 10           | 7            | 33     | 22     | 11     |
| Coppa Italia | -     | 1       | 1       | 0       | 1            | 0            | 1            | 2      | 1      | 1      |
| Coppa CEV    | -     | 4       | 3       | 1       | 4            | 4            | 0            | 8      | 7      | 1      |
| Totale       | -     | 21      | 16      | 5       | 22           | 14           | 8            | 43     | 30     | 13     |

G = partite giocate; V = partite vinte; P = partite perse

### Statistiche dei giocatori
| Giocatore       | Superlega | Superlega | Superlega | Superlega | Superlega | Coppa Italia | Coppa Italia | Coppa Italia | Coppa Italia | Coppa Italia | Coppa CEV | Coppa CEV | Coppa CEV | Coppa CEV | Coppa CEV | Totale | Totale | Totale | Totale | Totale |
| Giocatore       | P         | PT        | AV        | MV        | BV        | P            | PT           | AV           | MV           | BV           | P         | PT        | AV        | MV        | BV        | P      | PT     | AV     | MV     | BV     |
| --------------- | --------- | --------- | --------- | --------- | --------- | ------------ | ------------ | ------------ | ------------ | ------------ | --------- | --------- | --------- | --------- | --------- | ------ | ------ | ------ | ------ | ------ |
| E. Birarelli    | 30        | 145       | 96        | 34        | 15        | 2            | 3            | 2            | 1            | 0            | 7         | 55        | 31        | 18        | 6         | 39     | 203    | 129    | 53     | 21     |
| M. Đurić        | 10        | 18        | 15        | 3         | 0         | -            | -            | -            | -            | -            | 2         | 10        | 8         | 2         | 0         | 12     | 28     | 23     | 5      | 0      |
| T. Frigo        | 7         | 0         | 0         | 0         | 0         | 1            | 0            | 0            | 0            | 0            | 4         | 0         | 0         | 0         | 0         | 12     | 0      | 0      | 0      | 0      |
| A. Grozdanov    | 13        | 47        | 29        | 15        | 3         | 0            | 0            | 0            | 0            | 0            | 5         | 29        | ?         | ?         | ?         | 18     | 76     | ?      | ?      | ?      |
| T. Jaeschke     | 32        | 412       | 321       | 44        | 47        | 2            | 19           | 15           | 1            | 3            | 8         | 96        | ?         | ?         | ?         | 42     | 527    | ?      | ?      | ?      |
| S. Maar         | 22        | 200       | 176       | 9         | 15        | 2            | 25           | 18           | 3            | 4            | 6         | 66        | ?         | ?         | ?         | 30     | 291    | ?      | ?      | ?      |
| M. Manavinezhad | 27        | 278       | 239       | 26        | 13        | 1            | 0            | 0            | 0            | 0            | 8         | 56        | ?         | ?         | ?         | 36     | 334    | ?      | ?      | ?      |
| F. Marretta     | 29        | 61        | 57        | 1         | 3         | 2            | 0            | 0            | 0            | 0            | 7         | 19        | ?         | ?         | ?         | 38     | 80     | ?      | ?      | ?      |
| S. Mengozzi     | 19        | 61        | 41        | 15        | 5         | 2            | 10           | 6            | 4            | 0            | 3         | 15        | ?         | ?         | ?         | 24     | 86     | ?      | ?      | ?      |
| A. Pajenk       | 32        | 253       | 178       | 32        | 43        | 2            | 19           | 17           | 1            | 1            | 6         | 51        | 36        | 13        | 2         | 40     | 323    | 231    | 46     | 46     |
| A. Paolucci     | 11        | 1         | 0         | 0         | 1         | 0            | 0            | 0            | 0            | 0            | 4         | 3         | 1         | 1         | 1         | 15     | 4      | 1      | 1      | 2      |
| N. Pesaresi     | 33        | 1         | 0         | 1         | 0         | 2            | 0            | 0            | 0            | 0            | 8         | 0         | 0         | 0         | 0         | 43     | 1      | 0      | 1      | 0      |
| L. Spirito      | 33        | 86        | 22        | 41        | 23        | 2            | 5            | 2            | 1            | 2            | 8         | 18        | ?         | ?         | ?         | 43     | 109    | ?      | ?      | ?      |
| T. Štern        | 33        | 525       | 429       | 49        | 47        | 2            | 32           | 25           | 4            | 3            | 8         | 104       | ?         | ?         | ?         | 43     | 661    | ?      | ?      | ?      |

P = presenze; PT = punti totali; AV = attacchi vincenti; MV = muri vincenti; BV = battute vincenti